# 囊鰓鰻
囊鰓鰻（学名：Saccopharynx ampullaceus），又稱囊咽魚為輻鰭魚綱囊鰓鰻目囊鰓鰻科的一個種。

## 分布
本魚分布於大西洋，從格陵蘭至維德角群島之間海域。

## 深度
水深1000~3000公尺。

## 特徵
本魚有胸鰭28~41。後鼻孔開在眼前中線。體延長呈絲狀，側扁，背鰭與臀鰭的尾端軟條上偶有絲狀延長。口大如囊袋狀，上下頷延長，上頷稍長於下頷。上下頷骨齒皆3~4列，無鋤骨。背鰭起點在身體前1/5處附近。脊椎骨數200以上；口裂超過眼之後緣。肛門在背鰭起點稍後。鰓裂側位。體柔軟，呈黑色。體長可達161公分。

## 生態
屬於深海魚類，主要以甲殼類為食，多以側線系統來追捕餌食。性成熟時，雄性外型有明顯的改變；雌性也有變化如牙齒退化，但較不明顯。

## 經濟利用
罕見，無漁業之經濟價值。

## 外部連結
[http://www.fishbase.org/Photos/ThumbnailsSummary.php?ID=9109